# 나카무라닛세키역
나카무라닛세키역(일본어: 中村日赤駅, なかむらにっせきえき)은 일본 아이치현 나고야시 나카무라구에 위치한 철도역이다. 나고야 제1적십자 병원(일본어: 名古屋第一赤十字病院, 통칭 ‘나카무라닛세키’)와 가장 가까운 역이다.

## 타는 곳
| 1 | ■ 히가시야마 선 | 나고야·사카에·후지가오카 방면 |
| 2 | ■ 히가시야마 선 | 다카바타 방면                 |

## 역세권 정보
- 나고야 제1적십자 병원 (역명은 여기에서 유래이다)
- 나카무라 공원

## 역사
- 1969년 4월 1일: 영업 개시.

## 인접역
| 나고야 시 교통국 고속도철도 1호선 | 나고야 시 교통국 고속도철도 1호선 | 나고야 시 교통국 고속도철도 1호선 |
| --------------------------------- | --------------------------------- | --------------------------------- |
| H04 나카무라 공원 다카바타 방면   | ■ 히가시야마 선                   | H06 혼진 후지가오카 방면          |